# Gus Rodenberg
August Henry „Gus” Rodenberg (ur. 25 lipca 1873 w Stolzenau, zm. 12 kwietnia 1933 w Saint Louis) – amerykański przeciągacz liny, srebrny medalista igrzysk olimpijskich.
Rodenberg urodził się w Niemczech. Po wyemigrowaniu do Stanów Zjednoczonych uzyskał amerykańskie obywatelstwo w 1895. Był zawodnikiem klubu Southwest Turnverein z Saint Louis, który podczas igrzysk olimpijskich 1904 wystawił dwie pięcioosobowe drużyny w przeciąganiu liny. Jako reprezentant zespołu pierwszego zdobył srebrny medal po zwycięstwie w finałowym pojedynku z drugim zespołem klubu z Saint Louis.